# IC 2185
IC 2185 ist eine Spiralgalaxie vom Hubble-Typ Sc im Sternbild Zwillinge auf der Ekliptik. Sie ist schätzungsweise 201 Millionen Lichtjahre von der Milchstraße entfernt.
Das Objekt wurde am 11. Februar 1896 von Stéphane Javelle entdeckt.